# 遠野町大平
遠野町大平（とおのまち おおだいら）は、福島県いわき市の大字である。郵便番号は972-0253。

## 地理
いわき市西部の遠野地区に属する。北で遠野町入遠野、北東で遠野町上根本、東で遠野町根岸、南で遠野町滝、田人町黒田西で田人町石住とそれぞれ隣接する。概ね町村制施行以前の菊多郡大平村の流れを汲む地域である。二級水系鮫川左岸部および支流の入遠野川下流域を主な範囲とする。南部の川沿いの平地に水田や集落が広がるほかは大部分を山林が占める。植田町内に所在するいわき南警察署及び遠野町根岸に所在する常磐消防署遠野分遣所がそれぞれ管轄にあたる。

### 主な字
字
- 植木田
- 清道
- 物見岡
- 堀ノ内

- 五反田
- 曲藤
- 細畑
- 上中根

- 下中根
- 皿貝
- 石畑
- 美古

### 河川
- 鮫川
  - 入遠野川
    - 下中根川
    - 石畑川
    - 清道川
    - 物見岡川

## 歴史
- 1879年1月27日 - 幕府領大平村が福島県内における郡区町村制の施行により菊多郡の村となる[4]。
- 1889年4月1日 - 町村制の施行により大平村が上根本村、入遠野村と合併し、入遠野村が発足する。旧大平村域は入遠野村の大字となる。[4]。
- 1896年4月1日 - 菊多郡と周辺郡との合併により石城郡が発足し、石城郡入遠野村となる[4]。
- 1955年3月31日 - 入遠野村が上遠野村と合併し遠野町が発足し、遠野町の大字となる[4]。
- 1966年10月1日 - 遠野町が平市・磐城市・常磐市・勿来市・内郷市、石城郡小川町・四倉町・川前村・田人村・好間村・三和村、双葉郡久之浜町・大久村と合併しいわき市となり、いわき市遠野地区の大字となる[4]。

## 世帯数と人口
2023年10月31日現在の世帯数と人口は以下の通りである。
| 大字       | 世帯数  | 人口  |
| ---------- | ------- | ----- |
| 遠野町大平 | 103世帯 | 252人 |

## 小・中学校の学区
市立小・中学校に通う場合、学区は以下の通りとなる。
| 番地 | 小学校               | 中学校               |
| ---- | -------------------- | -------------------- |
| 全域 | いわき市立遠野小学校 | いわき市立遠野中学校 |

## 交通

### 道路
- 福島県道14号いわき石川線
  - 皿貝トンネル
  - 御斉所洞門
  - 御斉所トンネル
- 福島県道20号いわき上三坂小野線
- 福島県道134号皿貝勿来停車場線

## 施設
- 大平公民館
- パシフィコエナジーいわきメガソーラー発電所
- 中根の湯旅館
- 熊野神社
- 瀧元寺